# Daniel J. Boorstin

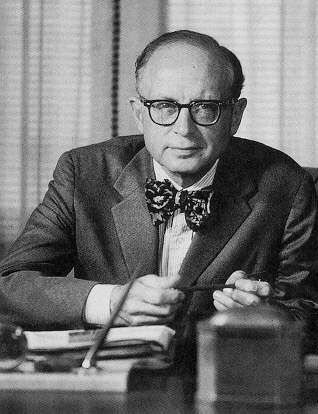
Daniel J. Boorstin

Daniel Joseph Boorstin (* 1. Oktober 1914 in Atlanta, Georgia; † 28. Februar 2004 in Washington, D.C.) war ein amerikanischer Historiker und Schriftsteller. Er war von 1975 bis 1987 Direktor der Library of Congress und einer der einflussreichsten Intellektuellen der USA.

## Leben
Boorstin schloss sein Studium in Harvard mit Bestnoten ab, studierte danach am Balliol College in Oxford als Rhodes-Stipendiat und promovierte an der Yale University. Danach war er 25 Jahre lang Jura-Professor an der University of Chicago und Anwalt. Zeitweise fungierte er als Leiter des National Museum of American History der Smithsonian Institution in Washington. 1969 wurde er in die American Academy of Arts and Sciences gewählt. Seit 1981 war er gewähltes Mitglied der American Philosophical Society.
Als Präsident Gerald Ford Boorstin 1974 zum Kandidaten für den Bibliothekars-Posten der Kongress-Bibliothek ernannte, wurde dies von der Authors League of America unterstützt, aber nicht durch die American Library Association, da Boorstin „kein Bibliotheksverwalter war“. Der Senat bestätigte die Nennung ohne Debatte.
Während seiner Zeit als Bibliothekar des Kongresses 1975 bis 1987 gründete Boorstin das Center for the Book, um das Lesen und die Alphabetisierung zu fördern. Zusätzlich wurde er zur Antriebskraft hinter einem zehnjährigen Projekt der vollständigen Renovierung des Thomas-Jefferson-Flügels der Kongress-Bibliothek (Library of Congress), durch die das Hauptgebäude wieder in seinen ursprünglichen Zustand von 1897 gebracht werden sollte. Er wurde Bibliothekar des Kongresses Emeritus am 4. August 1987.
Boorstin war politisch eher konservativ ausgerichtet, nachdem er in seiner Jugend in den 1930er Jahren kurz Mitglied der Kommunistischen Partei gewesen war (vor den McCarthy-Ausschüssen bedauerte er dies 1953 und war willig zu „kooperieren“).
1969 wurde Boorstin in die American Academy of Arts and Sciences gewählt.

## Werke
Boorstin schrieb mehr als 20 Bücher, darunter eine Trilogie über die amerikanische Geistesgeschichte, die amerikanische Erfahrung, die wie viele seiner Bücher ein Bestseller wurde. Für The Americans: The Democratic Experience, das abschließende Buch der ersten Trilogie, die mit „The Colonial Experience“ (1959) und „The National Experience“ (1966, ausgezeichnet mit dem Francis Parkman Prize) begann, erhielt er 1974 den Pulitzer-Preis für Geschichte. Boorstin schrieb auch The Discoverers (1983) und The Creators (1992) und The Seekers (1998), drei Bücher, die versuchen, einen Überblick über die Kulturgeschichte der Menschheit zu schaffen. Boorstins bis heute einflussreichstes Buch wurde allerdings The Image. A Guide to Pseudo-Events in America aus dem Jahr 1961, in dem er den Begriff Pseudo-Event eingeführt hat – für ein Ereignis, das ausschließlich deshalb stattfindet, damit die Massenmedien darüber berichten (z. B. eine Pressekonferenz). Pseudo-Ereignisse sind seither ein Schlüsselbegriff zum Verständnis medialer Inszenierungen. Einen Prominenten (celebrity) definiert Boorstin in dem Buch übrigens als human pseudo-event („The celebrity is a person who is known for his well-knownness.“). Der unmittelbare Anlass für sein Buch war sein Ärger über die Fernsehdebatten von Richard Nixon und John F. Kennedy.